# ملاقات با گذشته
ملاقات با گذشته (به گرجی: შეხვედრა წარსულთან) (به روسی: Два життя) یک فیلم گرجی محصول سال ۱۹۶۶ به کارگردانی سیکو دولیدزه می‌باشد.

## داستان
ماجراهای این فیلم در دهه ۱۹۲۰ و همزمان با تشکیل اتحاد جماهیر شوروی اتفاق می‌افتد. این فیلم داستان جراح مشهوری به نام «نینو» را روایت می‌کند که سال‌ها پیش زادگاه روستایی خود را ترک کرده و پس از سالها به آن جا برمی گردد. در همان روز اول مردی ناشناس که حالش بسیار وخیم است را در ساحل رودخانه مشاهده می‌کند. نینو که خود جراح است، تصمیم می‌گیرد تا خود جراحی مرد بیمار را به عهده بگیرد اما همان لحظه متوجه می‌شود که مرد شوهر سابق وی بوده و…